# Musaranya grisa
La musaranya grisa (Crocidura attenuata) és una espècie de mamífer de la família de les musaranyes que viu a la Xina, Laos, l'Índia, Malàisia, Cambodja, Myanmar, les Filipines, Taiwan, Tailàndia i el Vietnam. No hi ha grans amenaces per aquesta espècie en el seu conjunt, tan sols a l'Àsia meridional, i a nivell local, es troba amenaçada per la destrucció de l'hàbitat i la introducció d'espècies exòtiques.